# URN

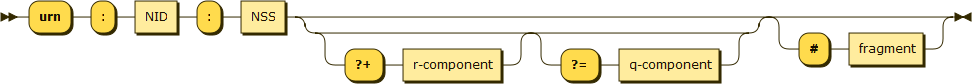

URN(Uniform Resource Name, 통합 자원 이름)은 urn:scheme 을 사용하는 URI를 위한 역사적인 이름이다. URN은 영속적이고, 위치에 독립적인 자원을 위한 지시자로 사용하기 위해 1997년도 RFC 2141 문서에서 정의되었다.

## 문법
URN의 문법은 배커스-나우르 표기법 형태로 표현하면 아래와 같다.
```
<URN> ::= "urn:" <NID> ":" <NSS>

```

실제로 사용시에는 urn:<NID>:<NSS>로 표현된다. <NID>는 네임스페이스는 지시자이다.

## 같이 보기
- 아카이벌 리소스 키
- .arpa